# 李亮喜
李亮喜（1956年7月24日—），联合国特别报告员、儿童权利委员会前主席、发展心理学家和成均馆大学教授。以其在国际人权组织工作而闻名。

## 生平
她目前在韩国国家人权委员会咨询委员会任职。她是国际儿童权利中心的创始主席。2009年，她获得了国民勋章，这是对公民在人权方面的最高认可。
她曾在2007年至2011年期间担任联合国人权事务高级专员办事处儿童权利委员会主席。她还在2010年至2011年期间担任条约机构主席；曾任联合国缅甸人权状况特别报告员，该职务于1992年首次在人权委员会第58号决议下成立。她被缅甸政府列入禁止入境人员名单。
凭借其在人权方面的专业知识，她在国内、区域和国际上得到高度认可。她发表了许多关于人权和儿童权利的文章和书籍。她曾获得2009年韩国人权奖。

## 荣誉
- 2009年：韩国人权奖（英语：Human Rights Award of Korea）—韩国国家人权委员会（英语：National Human Rights Commission of Korea）